# Conchobar Abradruad
Conchobar Abradruad („Conchobar mit den roten Wimpern“), Sohn des Find File, Sohn des Ros Ruad, Sohn des Ferhus Fairgge, Sohn des Nuadu Necht, vom Stamm der Laigin, war nach der frühmittelalterlichen keltischen Mythologie einer der Hochkönige Irlands. Er bestieg den Thron nach dem Tode von Lugaid Riab nDerg und herrschte für ein Jahr, an dessen Ende er von Lugaids Sohn Crimthann Nia Náir ermordet wurde.
Die Lebor Gabála Érenn ordnet seine Herrschaft neben der des römischen Kaisers Vespasian ein (69–79 n. Chr.). Die Chronik Foras feasa ar Éirinn datiert seine Regentschaft auf 13–12 v. Chr., die Annalen der Vier Meister auf 9–8 v. Chr.